# Co nie ma sobie równych
Co nie ma sobie równych – debiutancki album studyjny polskiego rapera Zeusa. Wydawnictwo ukazało się 14 listopada 2008 roku nakładem wytwórni muzycznej Embryo Nagrania w dystrybucji koncernu EMI Music Poland. Płyta została w całości wyprodukowana przez samego Zeusa. Miksowanie i mastering zrealizował Marek Dulewicz. Z kolei scratche wykonał DJ Cube. Materiał był promowany teledyskami do utworów "W dół", "Jeszcze więcej", "Jestem tu" i "Nowy dzień".
Pochodząca z albumu piosenka "Jestem tu" znalazła się na 23. miejscu listy 120 najważniejszych polskich utworów hip-hopowych według serwisu T-Mobile Music.

## Lista utworów
Opracowano na podstawie materiału źródłowego.
1. "Nowy dzień" (produkcja: Zeus, głos: Samir Kulkarni, gitara basowa: Jakub Jakubowski, keyboard, gitara: Marek Dulewicz, scratche: DJ Cube) - 6:28[A]
2. "Patrz" (produkcja: Zeus, gitara basowa: Jakub Jakubowski, keyboard, gitara: Marek Dulewicz) - 3:54[B]
3. "Jeszcze więcej" (produkcja: Zeus) - 3:47
4. "To jest mój dzień" (produkcja: Zeus, gitara basowa: Jakub Jakubowski, scratche: DJ Cube) - 4:03
5. "Tak to się żyje tu" (produkcja: Zeus, gitara basowa: Jakub Jakubowski, głos: Samir Kulkarni,
programowanie: Zeus, Paweł "Spinache" Grabowski, scratche: DJ Cube) - 5:05
6. "Gracze" (produkcja: Zeus, gitara basowa: Jakub Jakubowski) - 3:46[C]
7. "To dzięki tobie..." (produkcja: Zeus, gitara basowa: Jakub Jakubowski) - 4:14[D]
8. "Jestem tu" (produkcja: Zeus, głos: Samir Kulkarni, keyboard, gitara: Marek Dulewicz, scratche: DJ Cube) - 4:57
9. "Światła" (produkcja: Zeus) - 4:13[E]
10. "Chcę ciebie" (produkcja: Zeus, głos: Andrzej Jagodziński, Samir Kulkarni) - 5:46[F]
11. "W dół" (produkcja: Zeus, gitara basowa: Jakub Jakubowski) - 3:57[G]
12. "Zabierz mnie stąd" (produkcja: Zeus, wokal wspierający: Adrianna Wenclewska, Angelika Kraszewska, Anna Paszewska, Julita, Justyna Krzyczmanik, Meg Graczyk) - 3:57[H]
13. "Serce miasta" (produkcja: Zeus, keyboard: Paweł "Spinache" Grabowski) - 4:19
14. "Wychodzę" (produkcja: Zeus, głos: Samir Kulkarni, wokal wspierający: Adrianna Wenclewska, Angelika Kraszewska, Anna Paszewska, Julita, Justyna Krzyczmanik, Meg Graczyk) - 4:38
15. Reedycja 2018 bonus track: "Kocham" (produkcja: Zeus) - 3:33

Notatki
- A^ W utworze wykorzystano sample z piosenki "Just the Way You Like It" w wykonaniu The S.O.S. Band[9].
- B^ W utworze wykorzystano sample z piosenki "You've Got Me Running" w wykonaniu Shalamar[9].
- C^ W utworze wykorzystano sample z piosenki "You're No Good" w wykonaniu The Harvey Averne Dozen[9].
- D^ W utworze wykorzystano sample z piosenek "Through the Love in My Heart" w wykonaniu The Sylvers oraz "It's Yours" T La Rocka i Jazzy'ego Jaya[9].
- E^ W utworze wykorzystano sample z piosenki "Remind Me" w wykonaniu Patrice Rushen[9].
- F^ W utworze wykorzystano sample z piosenek "You'll Never Find Another Love Like Mine" w wykonaniu Lou Rawlsa i "I Wantcha Baby" Arthura Prysocka[9].
- G^ W utworze wykorzystano sample z piosenki "Lover's Tale" w wykonaniu Altona[9].
- H^ W utworze wykorzystano sample z piosenki "Will She Meet the Train in the Rain?" w wykonaniu Grega Perry'ego[9].